# Chronologie de l'écologisme
 (mai 2021).
- Si vous ne connaissez pas le sujet, laissez ce bandeau (vous pouvez alors contacter les auteurs).
- Si vous supprimez le contenu mis en cause (vous pouvez préalablement contacter les auteurs),

argumentez précisément cette suppression dans la page de discussion
(un manque de référence n'est pas un argument ; une recherche réelle de référence doit avoir été effectuée, être formellement documentée).
La chronologie de l'écologisme (ou environnementalisme) reprend les événements ayant marqué le public et influencé les préoccupations environnementales ; cette chronologie comprend les dates de publication de livres importants pour la genèse des différents courants de l'écologisme et l'apparition de concepts clefs. Elle reprend également les fondations d'organismes conservationnistes, environnementalistes, de partis écologistes ainsi que quelques dates de résolutions ou conventions internationales au niveau des instances officielles.
Inclut également une partie proprement historique bien avant la naissance de mouvements. 

## XVIIesiècle
- 1669 : France - L'ordonnance de 1669 « sur le fait des Eaux et Forêts » impose un mode d’exploitation uniforme des forêts afin d'assurer des ressources en bois suffisantes, de chêne notamment, pour les années futures. C'est l'ancêtre du code forestier français.

## XVIIIesiècle

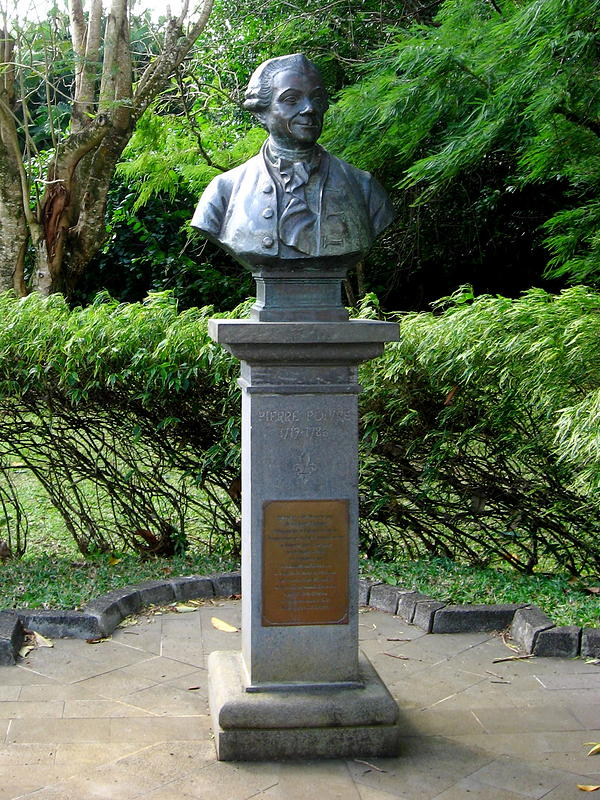
Monument à Pierre Poivre, au jardin de Pamplemousses, île Maurice.

- 1720 : Inde - Des centaines de villageois empêchent les soldats du maharaja de Jodhpur de détruire des arbres, ce fait est considéré comme le précédent historique du mouvement Chipko
- 1739 : Pennsylvanie, États-Unis - Benjamin Franklin et des voisins déposent une pétition à l'assemblée de Pennsylvanie pour faire stopper les décharges des déchets des tanneries (du district commercial de Philadelphie) - Franklin fait mention de public rights (« droit public, des citoyens »)
- 1762 à 1769 : Par la suite, toujours à Philadelphie, un comité essaie de réguler et contrôler la pollution des eaux et les déchets
- 1769 : Isle de France (aujourd'hui île Maurice) - L'administrateur colonial Pierre Poivre prend la première mesure législative de protection écologique. Son ordonnance oblige les propriétaires à conserver 25 % de leurs terres boisées, surtout en montagne, pour limiter l'érosion des sols, les forêts de l'île ont en effet été exploitées par les colons qui y ont importé leurs animaux (cochons, chèvres) et ont été dévastées par les cyclones[1].

## XIXesiècle

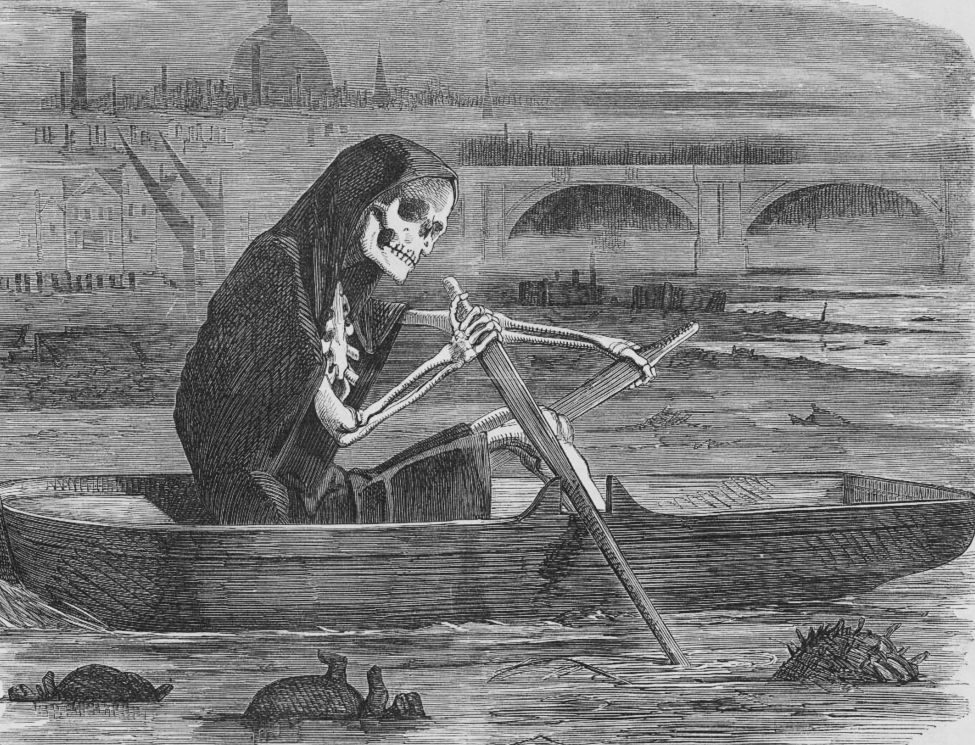
The silent highwayman, la mort rôde sur la Tamise, caricature de l'époque de la Grande Puanteur.

- 1810 : France, Décret relatif aux Manufactures et Ateliers qui répandent une odeur insalubre ou incommode. Destiné à dégager la responsabilité pénale des pollueurs, il reconnaît de fait la pollution comme un délit.

- 1815 : Royaume-Uni - Fondation de la Commons Open Spaces & Foothpaths preservation society
- 1850 : France. Loi Grammont. 1ère loi de protection des animaux. "Seront punis d'une amende de cinq à quinze francs, et pourront l'être d'un à cinq jours de prison, ceux qui auront exercé publiquement et abusivement des mauvais traitements envers les animaux domestiques"
- 1854 : États-Unis - L'écrivain américain Henry David Thoreau publie à Boston Walden ou la Vie dans les bois ; l'auteur est considéré comme le premier environnementaliste
- 1854 : France - Fondation de la Société impériale zoologique d'acclimatation devenue l'actuelle Société nationale de protection de la nature et ayant co-fondé l'UICN et la Fédération France Nature Environnement.
- 1854-1857 : Belgique - Mouvement d'opposition aux pollutions industrielles (à la suite notamment des écrits de Léon Peeters).
- 1858 : Royaume-Uni - À Londres, la Grande Puanteur venant des eaux d'égouts (la Tamise étant alors littéralement un égout à ciel ouvert, c'est donc une importante pollution) amène à installer un système de gestion des eaux usées.
- 1858 : France - Protection de la forêt de Fontainebleau par décret impérial
- 1863 : Royaume-Uni - L'Alkali Act est une loi britannique qui vise à réduire les rejets d'acide chlorhydrique par les industries utilisant le procédé Leblanc pour la production de carbonate de sodium.
- 1864 : États-Unis - George Perkins Marsh publie L'Homme et la Nature (Man and nature) ; c'est la première analyse systématique de l'impact destructeur de l'humanité sur l'environnement
- 1864 : États-Unis - Protection de la vallée de Yosemite par décret
- 1866 : Le terme écologie est créé par le zoologiste allemand Ernst Haeckel
- 1872 : États-Unis - Création du parc national de Yellowstone
- Années 1870 : États-Unis - Raréfaction des bisons (la chasse au bison intensive continue malgré les demandes des Amérindiens dans les traités), puis quasi-disparition dans les années 1890
- 1874 : France - Création du Club alpin français (CAF, devenu la Fédération française des clubs alpins et de montagne (FFCAM) en 1996) qui œuvre en faveur de la protection de la nature
- 1876 : Royaume-Uni, River Pollution Control Act loi qui interdit le déversement d'eaux usées dans un cours d'eau
- 1890 : France - Création du Touring club de France (TCF, association liquidée en 1983) qui vise « le développement du tourisme sous toutes ses formes, à la fois par les facilités qu’il donne à ses adhérents et par la conservation de tout ce qui constitue l’intérêt pittoresque ou artistique des voyages »
- 1892 : États-Unis - Naissance de la première ONG de défense de la nature[réf. nécessaire], le Sierra Club, dans le but de protéger la Sierra Nevada
- 1893 : Hongrie - Création par Ottó Herman de l'Institut d'ornithologie hongrois, impliqué dans la protection de l'environnement, 1890 premier congrès international d'ornithologie, préoccupation environnementale[réf. nécessaire]
- 1895 : Royaume-Uni - Fondation du National Trust visant à acquérir et protéger les sites anglais les plus remarquables

## XXesiècle

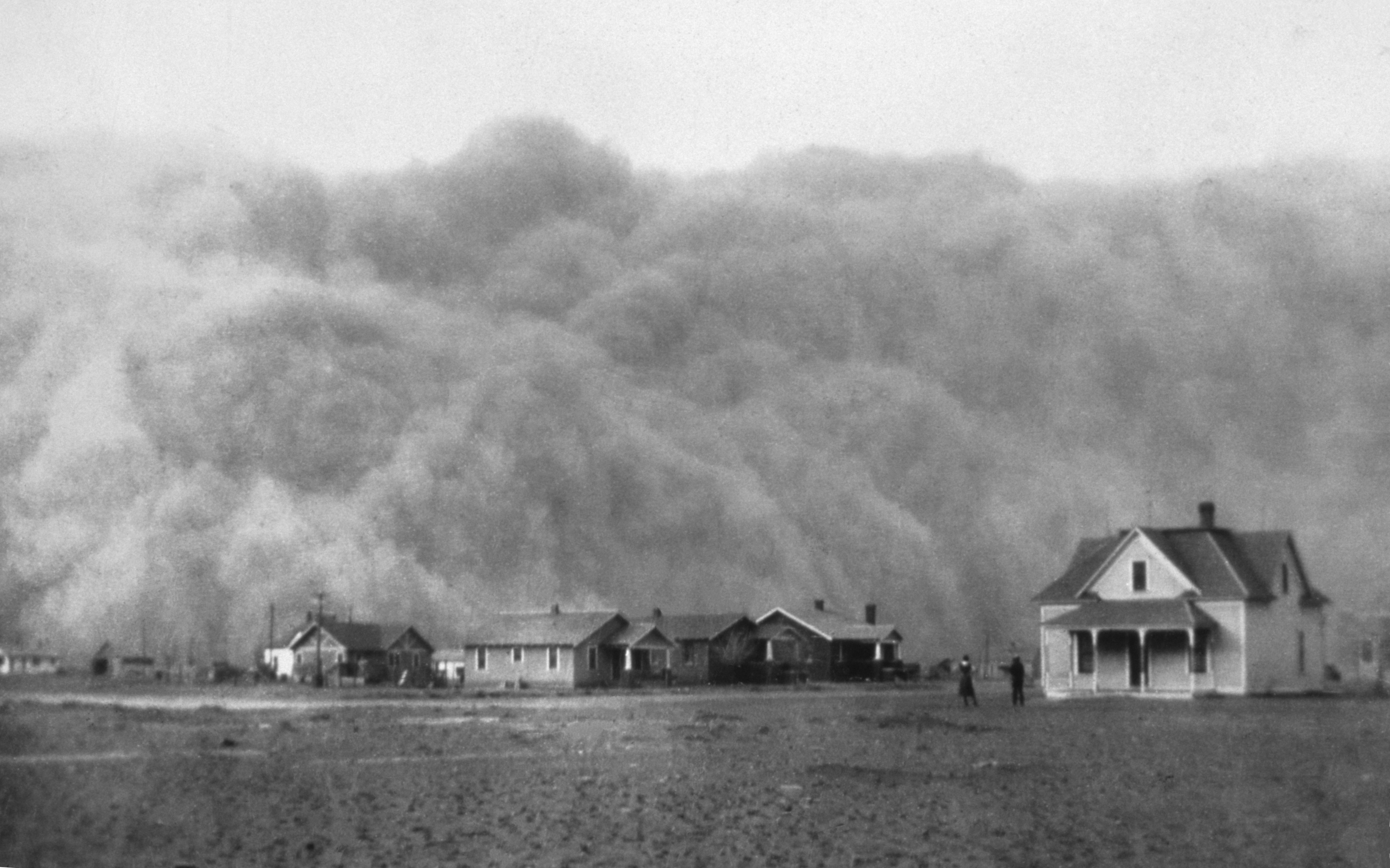
Dust Bowl : front d'une tempête de poussière dans le Texas en 1935.

- 1905 : États-Unis - Création de « The American Bison Society » pour protéger les bisons survivants (cf. supra action commencée dans les années 1870)
- 1905 : France - Début de la publication posthume de l'encyclopédie géographique en 6 tomes, L'Homme et la Terre (Paris, Librairie universelle, 1905-1908), de Élisée Reclus, déjà fondateur de la Nouvelle Géographie universelle. La Terre et les hommes (19 tomes de 1876 à 1894)
- 1915 : Les premières dénonciations virulentes du gaspillage des ressources naturelles de notre société industrielle sont dues à un biologiste et urbaniste écossais Patrick Geddes, considéré comme le précurseur du développement durable[2].
- 1923 : la Société nationale d'acclimatation de France, la Ligue  pour la protection des oiseaux et la Société pour la protection des paysages de France organisent, du 31 mai au 2 juin, le premier Congrès international pour la protection de la nature au Muséum national d'histoire naturelle de Paris[3]
- Années 1930 : États-Unis - Phénomène du Dust Bowl, tempêtes de poussière due à l'érosion accélérée des sols, qui amène à la réalisation d'un des premiers films documentaires environnementalistes
- 1935 : France - Publication de Directives pour un manifeste personnaliste par Jacques Ellul et Bernard Charbonneau, un texte critique de la technique conduisant à mettre en cause le mythe du progrès (ou « progressisme ») et l’organisation sociale fondée sur la production (« industrialisme » ou productivisme) considéré comme pionnier et source de l'écologie politique (ce texte original et incisif est quasiment passé sous silence jusqu'aux années 1980 tandis que les auteurs sont toujours restés marginaux dans le champ intellectuel français)
- 1945 : Japon - Bombardements atomiques d'Hiroshima et Nagasaki les 6 et 9 août ; près de 76 000 décès directs, plus de 200 000 des suites des irradiations et un impact incommensurable sur le milieu.
- 1948 : International - Fondation de la première grande organisation internationale de conservation de la nature : l’Union internationale pour la conservation de la nature
- 1950 : Japon - L'extraction minière intensive dans la région de Toyama amène une intoxication aiguë au cadmium, donnant la maladie « itaï-itaï »
- 1951 : L'Union internationale pour la conservation de la nature publie un rapport se préoccupant des liens entre économie et écologie
- décembre 1952 – Royaume-Uni, à Londres : des milliers de décès à cause d'un smog particulièrement meurtrier great smog ou Killer fog
- 1954 : États-Unis - Retombées radioactives lors de l'essai nucléaire américain de la bombe H Castle Bravo : contamination aux iles Bikini, et de pêcheurs voir le navire japonais Lucky dragon (en),
- 1959 : Japon - La maladie de Minamata est mise en évidence : empoisonnement au mercure dû au rejet d'une usine depuis les années 1930.

### Années 1960
Japon : revendications contre la compagnie Chisso (responsable de la maladie de Minamata), mise en place des premiers groupements d'achats directement au producteur par des Teikei ou dans des seikatsu, organisés en coopératives ou en réseaux, premières protestations contre le nucléaire aux États-Unis (notamment Barry Commoner, Linus Pauling s'opposant aux essais nucléaires)
- entre 1961 et 1971, les États-Unis utilisent des défoliants, dont l'agent orange dans leur guerre contre le Vietnam.
- 1961 : Royaume-Uni - Création du World Wildlife Fund
- 1962
  - France : création de l'Association pour la protection contre les rayonnements ionisants (APRI) fondée par Jean Pignero.
  - États-Unis : Rachel Carson publie Silent spring ("Printemps silencieux"). Par son retentissement, ce livre contribue à l'interdiction du DDT aux États-Unis, et popularise le terme écologie.
- 1964 : États-Unis - Wilderness Act, voir Wilderness Act
- 1965 : Japon - Premier achat groupé d'un teikei[4]
- 1967 : Europe - Première marée noire qui fait scandale avec le naufrage du pétrolier Torrey Canyon : 123 000 tonnes de pétrole souille 180 km de côtes britanniques et françaises.
- 1968 : organisation par l'Unesco d'un colloque de la biosphère à Séville.
- 1969 :
  - États-Unis : David R. Brower, transfuge du Sierra Club fonde l'association Friends of the Earth (Les Amis de la Terre)
  - États-Unis : le lac Érié est considéré écologiquement mort
  - Europe : Pollution accidentelle du Rhin, près de Bingen, par un fût de 500 litres d'insecticide, l'Endosulfan, qui pollue le fleuve sur plus de 600 km, (plus de 20 millions de poissons périssent)[5].
  - France : mobilisation pour préserver le parc de la Vanoise d'un grand projet touristique

### Années 1970

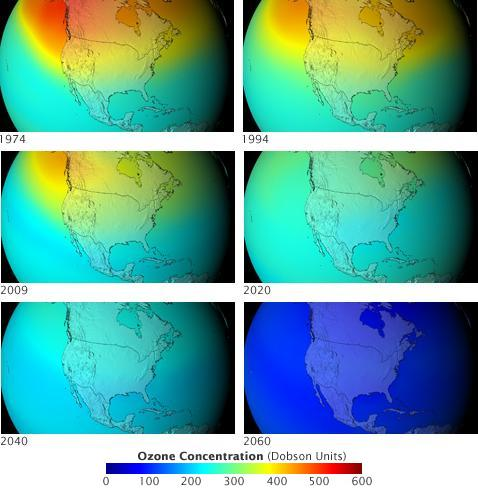
Modélisation de la disparition de la couche d'ozone : Ce qui serait arrivé si les CFC n'avaient pas été interdits.

Mise en évidence d'une diminution périodique de l'ozone dans l'Antarctique : le « trou de la couche d'ozone », les premiers ministères de l'environnement ou des agences officielles comme EPA, premier sommet de la Terre, l'opposition au nucléaire et les premières installations de néo-ruraux en France,…
- 1970 :
  - États-Unis : 20 millions de personnes participent à la[6] première célébration du Jour de la Terre (Earth Day) le 22 avril aux États-Unis, manifestation pour une législation de protection de l'environnement
  - États-Unis : Fondation de l'Environmental Protection Agency
  - (ou 1969) : Royaume-Uni - Naissance du magazine britannique The Ecologist, fondé par Edward Goldsmith
- France : formation du Comité contre la pollution atomique dans la Hague, en raison de la construction de l'usine de retraitement de la Hague; du Comité de sauvegarde de Fessenheim et de la plaine du Rhin en raison de la future implantation d'une centrale nucléaire à Fessenheim, où se déroule la première manifestation nationale écologiste suivie d'une occupation du site de deux mois[5]
- 1971 :
  - Nations unies : convention de Ramsar sur la protection des zones humides 
  - Nations unies : lancement du programme MAB (Man And Biosphere) par l'UNESCO, qui donne lieu à la création de Réserves de biosphère en 1976
  - Barry Commoner publie L'Encerclement (The closing circle)
  - Canada : Fondation de Greenpeace, organisation militante écologiste, en même temps qu'une action d'opposition à des essais nucléaires.
  - France : création du Ministère de la protection de la nature et de l'environnement, attribué à Robert Poujade ;
  - France : Fondation de la section française de l'association les Amis de la Terre
  - France : Bugey-Cobayes, grande manifestation rassemblant 15 000 personnes[5]
  - Royaume-Uni : Friends of the Earth s'installe à Londres, année où elle organise la première manifestation mondiale contre les centrales nucléaires.
  - France : le 11 mai 1971, le message de Menton. texte adressé par 2200 savants pour alerter les habitants de la Terre sur les dangers écologiques à venir.
- 1972 :
  -  Nations unies la première conférence internationale sur l'environnement humain à Stockholm (premier sommet de la Terre) : le penser globalement, agir localement de René Dubos. 
  -  création du Programme des Nations unies pour l'environnement (PNUE) et initiation de la Journée mondiale de l'environnement
  - Création du concept d'écodéveloppement 
  - Publication de Halte à la croissance ? (dit aussi rapport du Club de Rome, ou plus exactement rapport d’une équipe du Massachusetts Institute of Technology dirigée par Dennis Meadows à la demande du Club de Rome), étude soulignant les dangers écologiques de la croissance économique telle qu'elle est envisagée et dont le titre en anglais The Limits to Growth, littéralement « Les limites à la croissance » est plus révélateur du contenu.
  - États-Unis - L’EPA interdit le DDT
  - Le philosophe norvégien Arne Næss invente le terme écologie profonde (deep ecology), pour un courant de l'écologisme qui rompt totalement avec une vision anthropocentrique de l'écologie/isme.
  - 1972 : France - Pierre Fournier crée la revue écologiste La gueule ouverte (qui sera éditée jusqu'en 1980).
- 1973 :
  - Nations unies Convention sur le commerce international des espèces de faune et de flore sauvages menacées d'extinction (CITES)
  - France : L'agronome René Dumont publie L'Utopie ou la Mort
  - France : début du mouvement contre l'extension du camp militaire au Larzac
  - L'An 01, adaptation à l'écran de la bande dessinée écologiste et utopiste du même nom
  - Inde : premières actions du mouvement Chipko pour empêcher la déforestation
- 1974 :
  - France : Françoise d'Eaubonne publie Le Féminisme ou la mort, dans lequel paraît pour la première fois le terme d’écoféminisme
  - Déclaration de Cocoyoc, qui a donné la liste des facteurs sociaux et économiques qui entraînaient une détérioration de l'environnement.
  - Hypothèse que les chlorofluorocarbones (CFC) sont impliqués dans la diminution de la couche d'ozone : en 1975 l'Oregon est le premier État qui interdit la vente et l’usage d’aérosols contenant des CFC.
  - France : fondation du premier parti écologiste en France, le Mouvement écologique (M.E)
  - France : René Dumont est le premier candidat écologiste à l'élection présidentielle. Son directeur de campagne est Brice Lalonde
- 1975 : France - 15 000 manifestants bretons marchent contre le nucléaire à Erdeven le samedi 5 avril, après des mois de mobilisation ; quelques mois après, d'État renonce officiellement. Le monument « La main verte » est toujours présent sur le site.Monument de la Main Verte à Erdeven.
- 1976 :

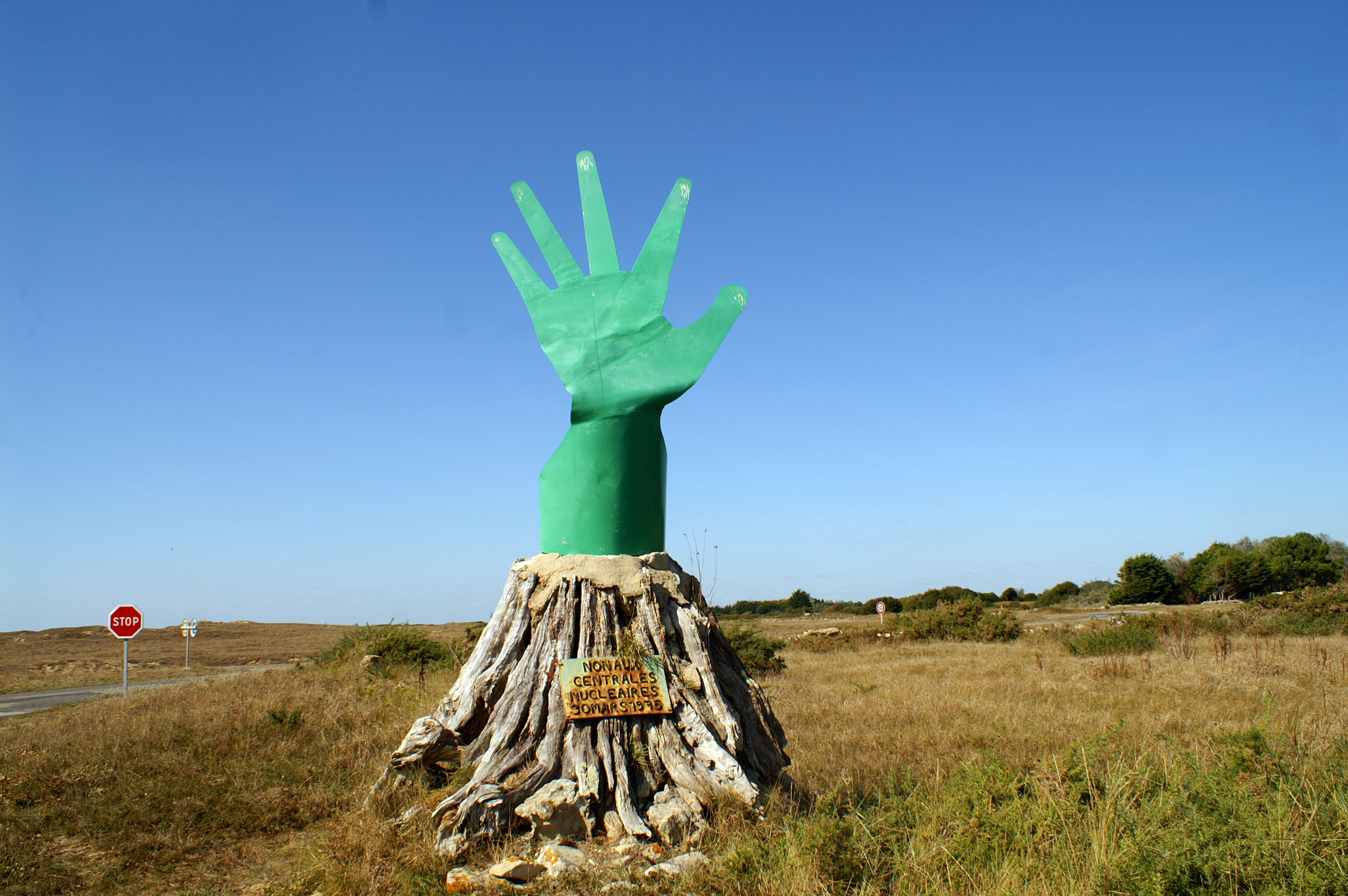
Monument de la Main Verte à Erdeven.

  - Juillet - France : début des protestations contre le projet du Superphénix à Creys-Malville ; manifestation de 20 000 personnes
  - Juillet - Italie : La catastrophe de Seveso avec échappées de dioxine
- 1977 :
  - Kenya : Wangari Muta Maathai fonde le Mouvement de la Ceinture verte (Green Belt Movement), visant à replanter des arbres pour lutter contre l'érosion du sol. Dans les années 2000, ce mouvement en est à plus de 30 millions d'arbres replantés.
  - Juillet - France : La dernière manifestation de protestation à la construction du Superphénix (entre 20 000 et 60 000 personnes) avec un mort (Vital Michalon) et des centaines de blessés.
- 1978 :
  - France : affaire de Plogoff, projet de l'implantation d'une centrale nucléaire à Plogoff. Il échoue après deux années d'opposition des locaux et écologistes[7].
  - France - Naufrage de l'Amoco Cadiz sur les côtes bretonnes, appel au boycott de la société Shell
  - États-Unis : l'affaire de pollution de Love Canal qui amènera à une loi de protection de l'environnement en 1980 (voir en Superfund)
  - Hawaï : procès “Palila vs. Hawaii”.
- 1979 :
  - Allemagne : Hans Jonas publie Le Principe responsabilité - retentissement en Allemagne et dans le monde anglo-saxon (traduction en anglais en 1984 - traduction en français en 1990)
  - États-Unis : fusion d'un réacteur nucléaire dans la centrale nucléaire de Three Mile Island

### Années 1980
- 1980 :
  - États-Unis : colloque "l'écoféminisme et la vie sur terre" 
  - États-Unis : fondation de Earth first! groupe écologiste radical
- 1982 :
  - Europe Législation : première directive Seveso pour identifier et contrôler les sites à risque
  - Convention des Nations unies sur le droit de la mer
- 1984 : Inde Catastrophe de Bhopal une fuite de 40 tonnes de gaz toxiques de l'usine de pesticides d'Union Carbide fait plus de 8 000 morts dans les trois premiers jours et plus de 20 000 en près de 20 ans.
- 1985 :
  - Alerte sur la diminution importante de la concentration d'ozone en Antarctique
  - Le terme biodiversité est créé pour exprimer la diversité biologique
  - États-Unis : la première association pour le maintien d'une agriculture paysanne, partenariat de proximité entre un groupe de consommateurs et une ferme
  - Bill Devall et George Sessions publient Deep ecology: Living As if Nature Mattered
  - Nouvelle-Zélande, avant les essais nucléaires français, le Rainbow Warrior de Greenpeace est coulé par les services secrets : voir l’affaire du Rainbow Warrior
  - France : création de l'association Robin des Bois de protection de l'environnement.
- 1986 :
  - moratoire sur la chasse à la baleine, celle-ci étant en danger à cause de la surpêche- quelques pays ne signent pas le moratoire
  - Catastrophe de Tchernobyl explosion de la centrale nucléaire en Ukraine
  - À la suite de la catastrophe de Tchernobyl, création en France de la CRIIRAD, organisme indépendant de contrôle de la radioactivité.
- 1987 :
  -  Protocole de Montréal mis en place pour éliminer les substances qui appauvrissent la couche d'ozone 
  - Rapport Brundtland sur le développement durable. Ce Rapport est le nom communément donné à une publication, officiellement intitulée "Notre avenir à tous" ou "Our Common Future", rédigée en 1987 par la Commission mondiale sur l’environnement et le développement de l'Organisation des Nations unies, présidée par la Norvégienne Gro Harlem Brundtland. C'est la première définition officielle du développement durable ou "sustainable development".

- 1988 :

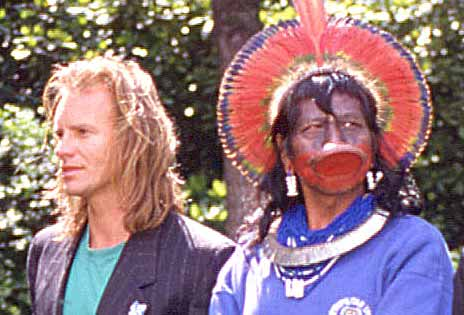
Le chef Raoni en compagnie du chanteur anglais Sting à Paris, en avril 1989

  - France : Brice Lalonde entre au gouvernement et devient le premier Secrétaire d'État à l'Environnement.
  -  Nations unies : création du Groupe d'experts intergouvernemental sur l'évolution du climat 
  - L'affaire du déversement du chargement de cendres toxiques du bateau Khian Sea : 4 000 tonnes de cendres provenant de l'incinérateur de Philadelphie sont déversées à Haiti, face au tollé, le bateau s'enfuit. Il déverse le reste de la cargaison (environ 10 000 tonnes) dans la mer.
- 1989 :
  - États-Unis, Alaska : la marée noire de l'Exxon Valdez pollue 800 km de côtes
  - Tour médiatique de Raoni, indien Kayapo et de Sting pour alerter sur le déboisement de la forêt amazonienne. Fondation de la Rainforest foundation, qui permet la création quatre ans plus tard d'un parc protégé.
  - Mars :  Convention de Bâle sur le transport de déchets dangereux et de leur élimination, l'objectif de réduire la circulation des déchets dangereux entre les pays, en particulier vers les pays en développement.

### Années 1990
L'affaire McLibel, opposant des militants écologistes et une multinationale, le plus long procès britannique, mesures officielles en faveur du développement durable, émergence des « écoguerriers ».
- 1991 : première journée sans achat à l'initiative d'Adbusters du courant « anti-consumériste », en relation avec des préoccupations de la croissance sur l'environnement.
- 1992 :
  - janvier : déclaration de Dublin faite à l'occasion de la conférence sur l'eau. 4 principes directeurs sont adoptés. Par la suite les travaux internationaux sur l'eau seront discutés lors des forums mondiaux sur l'eau.
  - Juin : Nations unies, deuxième Sommet de la Terre à Rio, adoption de la Convention de Rio ou Convention sur la diversité biologique qui introduit le principe de précaution, l'agenda 21
  - Un forum mondial des ONG en parallèle au sommet de la terre avec plus de 7 000 ONG de 165 pays[8], l'adoption d'une convention cadre sur les changements climatiques, (cadre du futur protocole de Kyoto).
  - Première masse critique à San Francisco
  - Naissance de Earth Liberation Front en Angleterre, mouvement écologiste radical.
- 1994 : Nations unies : Convention sur la lutte contre la désertification
- 1995 : sous la pression des écologistes, adoption de l'amendement de la convention de Bâle, visant à interdire l'exportation par les pays de l'OCDE des déchets dangereux. Cet amendement, auquel sont vivement opposés des pays comme les États-Unis et le Canada, n'est pas entré en vigueur[9].
- 1996 : début de la crise de la « vache folle » (ESB) au Royaume-Uni, puis en Europe continentale
- 1997 :
  - conférence de Kyoto sur le changement climatique : début des négociations du protocole de Kyoto sur les réductions d'émissions de CO2
  - Législation européenne : directive Seveso II, amendement de la directive Seveso
  - Californie : Julia Hill s'installe dans un séquoia pour empêcher l'abattage d'une zone naturelle, elle y reste jusqu'en 1999 après avoir obtenu gain de cause, soutenue par des organisations environnementales qui font connaitre son action.
- 1998 :
  -  Nations unies Convention d'Aarhus sur l'accès à l'information, la participation du public au processus décisionnel et l'accès à la justice en matière d'environnement 
  - Polémiques autour des OGM cultivés en plein champ. Les OGM alimentaires sont rejetés par près de 80 % des Français mais nourrissent le bétail.
- 1999 :Travaux de dépollution à Batz-sur-Mer après le naufrage de l'Erika.

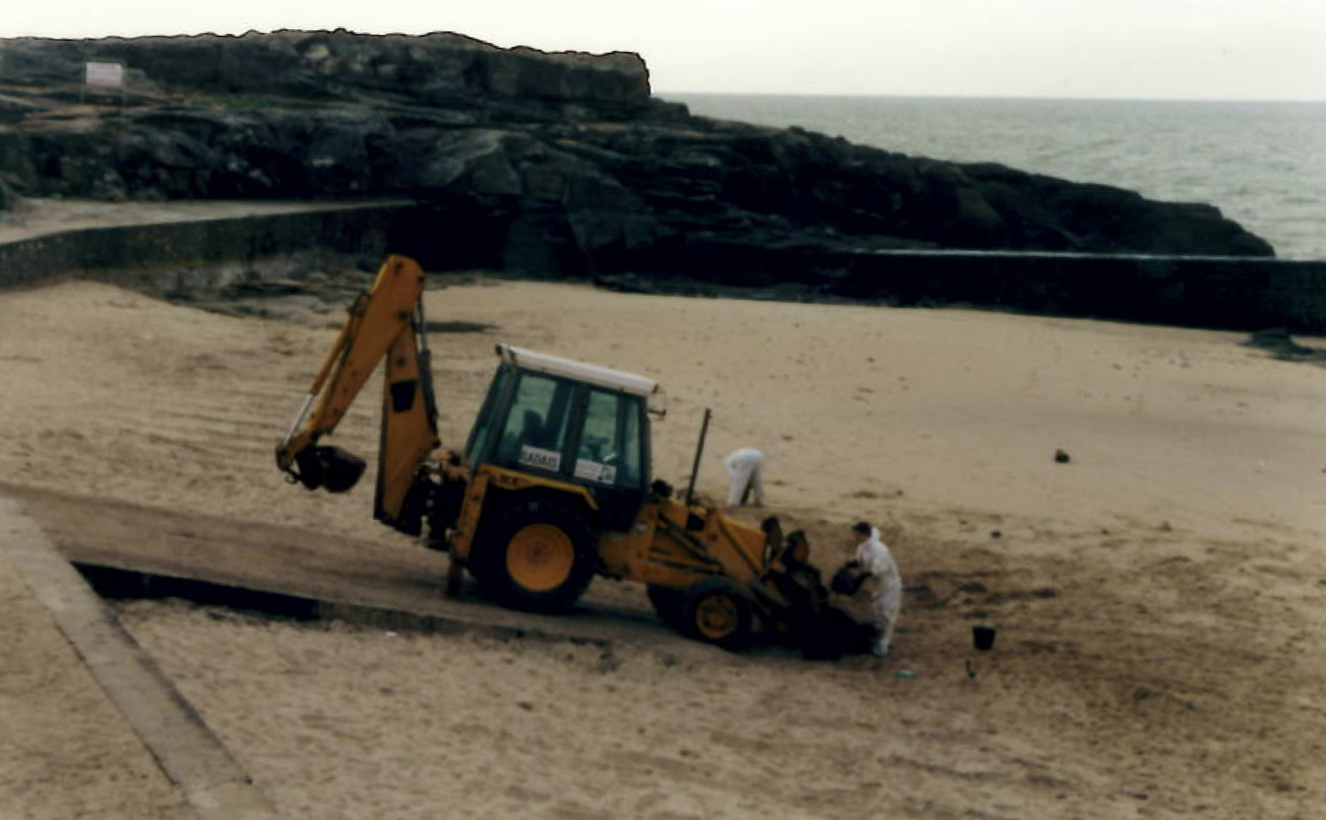
Travaux de dépollution à Batz-sur-Mer après le naufrage de l'Erika.

  - Premier Festival international du film sur l'environnement, dans l'État de Goiás, Brésil.
  - Asie : mise en évidence du nuage brun d'Asie, gigantesque nuage de pollution
  - Belgique crise de la dioxine,
  - décembre 1999 : naufrage du pétrolier Erika
- 2000 :
  - Nations unies : protocole de Carthagène (Colombie) sur la prévention des risques biotechnologiques (PNUE) [10]

## XXIesiècle

### Années 2000
- 2001 :
  - France : première Association pour le maintien d'une agriculture paysanne (AMAP) suivant le principe des Community supported agriculture
  - Écologie politique : Charte des Verts mondiaux
  - Nations unies : Convention de Stockholm sur les polluants organiques persistants
- 2002 :
  - Nations unies : conférence sur la biodiversité à La Haye
  - Sommet de la Terre à Johannesbourg (Rio + 10)
- 2004 : Allemagne, Bonn ; Conférence internationale pour les énergies renouvelables
- 2005 :
  - International :  Entrée en vigueur du protocole de Kyoto. 
  - 7 juin : Londres, déclaration par les académies des sciences des pays du G8, de la Chine, de l'Inde et du Brésil à l'endroit du réchauffement climatique demandant d'« enclencher immédiatement » un plan d'action planétaire.
  - Chine intoxication au benzène de la rivière Songhua (région de Jilin). (100 000 tonnes déversés à la suite d'une explosion)
  - France : Charte de l'environnement, texte à valeur constitutionnelle
  - Espagne : La dissémination de maïs OGM pollue à 12 % le maïs biologique de certaines exploitations. Les agriculteurs Bio touchés doivent brûler leur récolte.
- 2006 :
  - France, des « faucheurs volontaires » sont relaxés par un Tribunal français en première instance. Le tribunal reconnaît le bien-fondé de leur action.
  - France : en mars sortie d'un livre de dialogue commun de Nicolas Hulot et Pierre Rabhi.
  - France, en avril, création du Parti pour la décroissance
  - Chine en mai, mise en eau du plus grand barrage hydroélectrique du monde, le barrage des Trois Gorges) sur le Yangzi Jiang, largement controversé (voir aussi Dai Qing)
  - Septembre : Affaire du Probo Koala, en Côte d'Ivoire des déchets toxiques débarqués par le navire cause une catastrophe environnementale et entraîne la mort de 10 personnes…
- 2007 : France, le 25 mars à Erdeven en Bretagne 12 000 manifestants forment une fresque humaine, le peuple des dunes s'oppose au projet d'extraction de sable marin de la multinationale Lafarge. La société abandonne officiellement son projet début juillet 2009.
- 2008 : Europe, création de la Fondation verte européenne, le réseau des fondations écologistes des pays européens, dont le but est de créer un échelon de travail transnational sur l’ensemble des thématiques de l’écologie politique
- 2009 : conférence de Copenhague de 2009 sur le climat.

### Années 2010

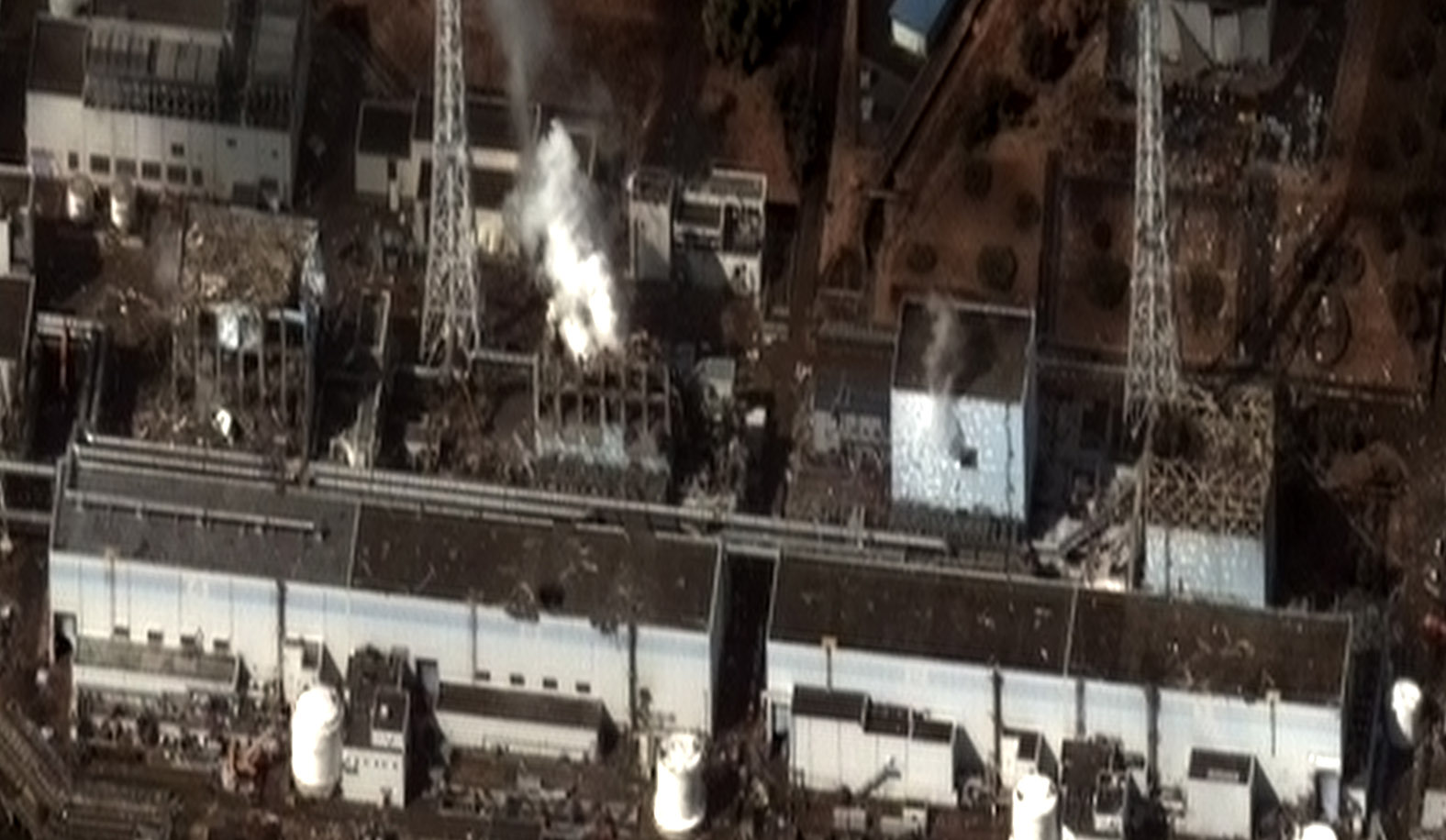
La centrale de Fukushima Daiichi après l'accident nucléaire.

- 2010 : conférence de Cancún de 2010 sur le climat.
- 2011 :
  - Accidents nucléaires de Fukushima à la suite d'un tsunami.
  - Le 5 ou 12 décembre, le Canada se retire du protocole de Kyoto.
- 2012 (20 au 22 juin) : nouveau Sommet de la Terre à Rio (Brésil) aussi appelé Rio+20 ; le terme officiel est Conférence des Nations unies sur le développement durable.
- 2013 :
  - Le 21 janvier, une initiative citoyenne européenne a été lancée afin de demander l'adoption d'une directive criminalisant l'écocide et visant pénalement des personnes physiques, décideurs et dirigeants, dont les ordres porteraient atteinte à l’environnement et aux populations qui en dépendent. Même si l'initiative End Ecocide in Europe n'a recueilli au  20 janvier 2014 que 114 842 signatures validées sur les 28 pays de l'Union européenne, dont plus de 54% dans trois pays[11], ce qui ne lui permettait pas d'emporter l'examen par la Commission européenne, cette ICE a eu pour résultat de diffuser largement la notion d'écocide et de sensibiliser aux besoins d'une justice internationale sur les questions de l'environnement.
  - Les 5 et 6 octobre), organisation du premier « Alternatiba, village des alternatives au changement climatique », qui a accueilli à Bayonne plus de 12 000 visiteurs.
- 2015 :
  - 18 juin : publication de l'encyclique Laudato si’ du pape François « sur la sauvegarde de la maison commune » ;
  - 1er septembre : première journée mondiale de prière pour la sauvegarde de la Création ;
  - 30 novembre au 12 décembre : Conférence de Paris de 2015 sur le climat (COP21) ;
  - Publication des Objectifs de développement durable, prenant la suite des Objectifs du millénaire pour le développement.
- 2017 :
  - les États-Unis décident de se retirer de l'accord de Paris sur le climat.
  - Le mardi 18 avril, à La Haye, un Tribunal citoyen, organisé en 2016, entre autres, par l’activiste indienne Vandana Shiva, l’avocate française Corinne Lepage, et l’ancien rapporteur spécial des Nations unies sur le droit à l’alimentation Olivier De Schutter, rend son avis consultatif : Monsanto est reconnue coupable de pratiques violant de nombreux droits humains et d'atteinte à l'environnement[12].